# Horní Pochlovice
Horní Pochlovice (németül: Ober Pochlowitz) Kaceřov településrésze Csehországban a Karlovy Vary-i kerület Sokolovi járásában. Központi községétől 1,5 km-re délkeletre fekszik. A 2001-es népszámlálási adatok szerint 54 lakóháza és 193 lakosa van.